# Patti Scialfa
Patti Scialfa (* 29. července 1953) je americká zpěvačka a kytaristka. Od roku 1991 je manželkou hudebníka Bruce Springsteena, se kterým má tři děti. Již od roku 1984 působí v jeho doprovodné skupině E Street Band. Své první sólové album nazvané Rumble Doll vydala v roce 1993; následovala alba 23rd St. Lullaby (2004) a Play It As It Lays (2007).